# Sissy Höfferer
Sissy Höfferer (Klagenfurt, 23 aprile 1955) è un'attrice austriaca, attiva in campo televisivo, teatrale e cinematografico dalla fine degli anni settanta e che vive e lavora in Germania.
È uno dei volti più noti delle produzioni cinematografiche e (soprattutto) televisive in lingua tedesca.

Tra i suoi ruoli principali, figurano quello di Erna Stubreiter nella serie televisiva Julia - Eine ungewöhnliche Frau (1999-2000), quello di Karola Geissler nella serie televisiva Die Verbrechen des Professor Capellari (1999-2004) e soprattutto quello del Commissario Capo Karin Reuter nella serie televisiva Squadra Speciale Colonia (SOKO Köln, 2008-...). È inoltre nota al pubblico anche per le sue apparizioni in diversi episodi di serie televisive tedesche quali L'ispettore Derrick (serie in cui compare in 10 episodi) e Il commissario Köster/Kress (Der Alte, serie in cui è presente in 10 episodi).

## Biografia
Sissy Höfferer è nata a Klagenfurt, in Carinzia (Austria), il 23 aprile 1955.

### Carriera
Dopo gli studi presso il Max-Reinhardt-Seminar di Vienna, lavora per quattro anni presso il Residenztheater di Monaco di Baviera sotto la regia, tra gli altri, di Ingmar Bergman, Heinz Baumann e Jürgen Flimm.
Nel 1977, fa il proprio esordio televisivo, in un episodio della serie Tatort.
Nel 1980, viene eletta attrice dell'anno dalla rivista Theater heute, mentre nel 1986 riceve la "Scarpa Chaplin".
Sempre agli inizi degli anni ottanta, è - insieme al marito Jacques Breuer e all'attore e regista ungherese András Fricsay - tra i fondatori del gruppo teatrale Die Zauberflöte.
Nel 1988, recita nello sceneggiato italiano in 3 puntate Diventerò padre, il cui protagonista è Gianni Morandi.
Dal 1999 al 2000, recita nella serie televisiva Julia - Eine ungewöhnliche Frau nel ruolo di Erna Stubreiter.
Nel 2004, recita nel film di Dennis Gansel I ragazzi del Reich (NaPolA), dove interpreta il ruolo della madre del protagonista.
Nel 2008, ottiene il ruolo principale nella serie televisiva Squadra Speciale Colonia  (SOKO Köln).

### Vita privata
È legata all'attore Michael von Au, con cui ha una figlia. In precedenza, era stata sposata per 11 anni con il collega Jacques Breuer.
Abita a Monaco di Baviera, da dove fa da pendolare in direzione di Colonia per le registrazioni della serie televisiva Squadra Speciale Colonia.

## Filmografia parziale

### Cinema
- La seconda vittoria (The Second Victory), regia di Gerald Thomas (1987)
- Thema Nr. 1, regia di Maria Bachmann (2001)
- I ragazzi del Reich (Napola - Elite für den Führer), regia di Dennis Gansel (2004)
- Große Lügen!, regia di Jany Tempel (2007)
- Kirschblüten & Dämonen, regia di Doris Dörrie (2019)

### Televisione
- Das Veilchen, regia di Otto Schenk – film TV (1979)
- Kolportage, regia di Peter Weck – film TV (1980)
- Mathias Sandorf – miniserie TV, 4 puntate (1979-1980)
- Le dernier civil – serie TV, episodi 1x01-1x02 (1985)
- Via Mala – miniserie TV, 3 puntate (1985)
- Cortuga, regia di Edwin Marian – film TV (1985)
- Hafendetektiv – serie TV, episodio 2x01 (1987)
- Kommissar Zufall – serie TV, episodio 1x06 (1987)
- Das Haus im Nebel, regia di Oswald Döpke – film TV (1987)
- Diventerò padre – miniserie TV (1988)
- Das Milliardenspiel – miniserie TV (1989)
- Eine unheimliche Karriere, regia di Eberhard Itzenplitz – film TV (1989)
- La belle Anglaise – serie TV, episodio 2x02 (1990)
- 14º Distretto (Großstadtrevier) – serie TV, episodio 4x08 (1991)
- Der Querkopf von Kirchbrunn – serie TV (1992)
- Salzburger Nockerln – serie TV (1993)
- Amici per la pelle (Freunde fürs Leben) – serie TV, 14 episodi (1992-1994)
- L'ispettore Derrick – serie TV, 10 episodi (1981-1994)
- Die Männer vom K3 – serie TV, episodi 1x05-2x05-3x08 (1989-1994)
- Wolff, un poliziotto a Berlino (Wolffs Revier) – serie TV, episodio 4x11 (1995)
- Der Mörder und sein Kind, regia di Matti Geschonneck – film TV (1995)
- Frankie – serie TV, 5 episodi (1995)
- Anna - Im Banne des Bösen, regia di Dagmar Damek – film TV (1995)
- Il commissario Rex (Kommissar Rex) – serie TV, episodio 2x12 (1996)
- Nach uns die Sintflut, regia di Sigi Rothemund – film TV (1996)
- Rosamunde Pilcher – serie TV, episodio 1x13 (1996)
- Stockinger – serie TV, episodio 1x14 (1997)
- Zwei Brüder – serie TV, episodio 4x01 (1997)
- Un caso per due (Ein Fall für zwei) – serie TV, episodio 17x04 (1997)
- Tatort (serie TV, 1977, 1 episodio; ruolo: Babette "Baby" Götz)
- Il commissario Köster  (Der Alte, serie TV, 1 episodio, 1980)
- Radiostation (1990)
- Die Männer vom K3 (serie TV, 1 episodio, 1992)
- Salzburger Nockerln (1993)
- Il commissario Kress (Der Alte, serie TV, 1 episodio, 1994; ruolo: Katja Bach)
- Die Männer vom K3 (serie TV, 1 episodio, 1994; ruolo: Renate Kölsch)
- Tatort (serie TV, 1995, 1 episodio; ruolo: Hanna)
- Schmetterlingsgefühle (1996)
- Das Hochzeitsgeschenk (1997)
- Rochade (1997)
- Der Wald (1997)
- Il commissario Kress (Der Alte, serie TV, 1 episodio, 1997; ruolo: Sabine Schulz)
- Il commissario Kress (Der Alte, serie TV, 1 episodio, 1997; ruolo: Senta Fröhlich)
- Il commissario Kress (Der Alte, serie TV, 1 episodio, 1998; ruolo: Sig.ra Kreutzer)
- Café Meineid - serie TV, 1 episodio (1999)
- Siska (serie TV, 1 episodio, 1999)
- Julia - Eine ungewöhnliche Frau (serie TV, 26 episodi, 1999-2000; ruolo: Erna Strubreiter)
- Die Verbrechen des Professor Capellari (serie TV, 13 episodi, 1999-2004; ruolo: Karola Geissler)
- Tatort (serie TV, 2000, 1 episodio; ruolo: Bernadette König; ruolo: Erna Strubreiter)
- Altweibersommer (2000)
- SOKO 5113 (1 episodio, 2001)
- Regentage (2002)
- Die Rückkehr des Vaters (2004)
- Rufer, der Wolf (2005), regia di Peter Patzak
- Il commissario Zorn (1 episodio, 2005)
- Liebe Amelie (2005), regia di Maris Pfeiffer
- Die Rosenheim-Cops (serie TV, 1 episodio, 2005)
- Un ciclone in convento (serie TV, 1 episodio, 2007)
- Noch einmal zwanzig sein... (2007), regia di Bettina Woernle
- Todsünde (2008)
- Squadra Speciale Colonia (SOKO Köln, serie TV, 2008-...; ruolo: Commissario Capo Karin Reuter)
- Hinter blinden Fenstern (2009), regia di Matti Geschonneck
- Meine Tochter nicht (2010; ruolo: Gabriele Bauer), regia di Wolfgang Murnberger

## Premi & riconoscimenti
- 1986: Scarpa Chaplin[2]

## Doppiatrici italiane
- In Squadra Speciale Colonia, Sissy Höfferer è doppiata da Valeria Perilli[5]